# Richardton (Meteorit)
Koordinaten: 46° 53′ 0″ N, 102° 19′ 0″ W
Richardton ist ein als H5-Chondrit klassifizierter Meteorit. Er fiel am 30. Juni 1918 in North Dakota, USA. Insgesamt wurden 90 kg geborgen.
In Richardton wurde 1960 erstmals ein Überschuss des Xenon-Isotopes 129Xe nachgewiesen. Dieses Xenon-Isotop entsteht durch Zerfall des kurzlebigen Radionuklides 129I und zeigt, dass dieses zur Entstehungszeit des Sonnensystems in der protoplanetaren Scheibe vorhanden gewesen sein muss.

Dies war somit der erste Nachweis für die Existenz von solch kurzlebigen Radionukliden in der protoplanetaren Scheibe. Heute sind viele weitere Radionuklide bekannt, die damals existierten, wie etwa 26Al, 53Mn, 60Fe.
Die Existenz solcher Radionuklide ist eine wichtige Information, wenn man die Vorgänge in der protoplanetaren Scheibe nachvollziehen will. Es wird vermutet, dass speziell 26Al und möglicherweise auch 60Fe als Energiequelle für das Aufheizen, welches zum Schmelzen und zur Differenzierung von Asteroiden führte, eine Rolle spielten. 60Fe kann wahrscheinlich nur in einer Supernova erzeugt werden, so dass dies ein Hinweis darauf ist, dass Material aus einer Supernovaexplosion, welche sehr kurze Zeit vor der Entstehung des Sonnensystems stattgefunden haben muss, in den solaren Nebel, aus der sich das Sonnensystem bildete, eingebracht wurde. Möglicherweise hat die Schockwelle dieser Supernovaexplosion die Verdichtung des solaren Nebels erst ausgelöst.
Viele von diesen Radionukliden werden heute zur relativen Datierung von Material aus der Zeit der Entstehung des Sonnensystems benutzt.

Richardton selbst wurde mit I-Xe.Methode zu 4,558 Milliarden Jahre datiert, während das Mn-Cr-Alter 4,5563 Milliarden Jahre beträgt.

Da beide Methoden relative Datierungsmethoden sind, wurden sie mittels Uran-Blei-Datierung geeicht, um absolute Alter angeben zu können.

Direkte Datierung mittels der Uran-Blei-Datierung, welche an Phosphaten aus Richardton durchgeführt wurde, ergab ein Alter von 4,5514 Milliarden Jahren.
Diese Alter datieren vermutlich nicht die ursprüngliche Kristallisation, sondern die spätere thermische Metamorphose des Asteroiden, von dem Richardton herstammt. Da das Uran-Blei-Isotopensystem bei niedrigeren Temperaturen abschließt als Mn-Cr oder I-Xe, dürfte der Unterschied in den Altern die langsame Abkühlung dieses Asteroiden widerspiegeln.
Siehe auch: Liste von Meteoriten